# Nicodème Kabamba
Nicodème Kabamba (Likasi, Congo-Kinshasa; 29 de julio de 1936 - Kinshasa, República Democrática del Congo; 29 de febrero de 2020) fue un futbolista y entrenador de fútbol de República Democrática del Congo que jugó en la posición de delantero.

## Carrera

### Club
| Periodo   | Club              |
| --------- | ----------------- |
| 1958-1959 | CS Imana          |
| 1959-1963 | Standard de Lieja |
| 1963-1969 | CS Imana          |

### Selección nacional
Jugó para Congo-Kinshasa en los tres partidos de la fase de grupos de la Copa Africana de Naciones 1968 donde anotó dos goles y ayudó a ganar el torneo.

### Entrenador
Dirigió a los equipos SCOM Mikishi, FC Saint Éloi Lupopo, DC Motema Pembe y TP Mazembe.

## Logros

### Club
- Primera División de Bélgica (2): 1960-61, 1962-63
- Linafoot (2): 1963, 1964
- Copa de la República Democrática del Congo (2): 1963, 1964
- Liga Provincial de Kinshasa (2): 1963, 1968

### Selección nacional
- Copa Africana de Naciones (1): 1968